# Fichtsee
Der Fichtsee ist ein etwa 1,5 ha großer dystropher Moorsee im Sindelsbachfilz, einem unter Naturschutz stehenden Moor, in der Gemeinde Sindelsdorf. Er liegt zwei Kilometer südöstlich des Ortskerns von Sindelsdorf und 3,5 km südlich von Penzberg auf einer Höhe von 595 Metern. Die Loisach fließt 280 Meter östlich vorbei.
Auf dem Satellitenbild ist eine offene Wasserfläche von nur etwa einem Hektar auszumachen, der Rest ist verlandet oder Verlandungszone.
Zum Schutz von bodenbrütenden Vogelarten besteht in der Zeit vom 20. März bis 15. Juli ein Betretungsverbot des Naturschutzgebietes. Außerhalb dieser Zeit darf das Sindelsbachfilz nur auf den vorhandenen Wegen betreten werden. Zum Fichtsee führt kein solcher Weg.
Südlich benachbart, in Entfernungen von zwei bis vier Kilometer liegen die weiteren mineralischen Kleinseen in den Loisach-Kochelsee-Mooren: Eichsee, Höllsee, Rohrsee, Rettensee und der Karpfsee.